# فردریک آرپینون
فردریک آرپینون (انگلیسی: Frédéric Arpinon؛ زادهٔ ۹ مهٔ ۱۹۶۹) بازیکن فوتبال اهل فرانسه است.
از باشگاه‌هایی که در آن بازی کرده‌است می‌توان به باشگاه فوتبال استراسبورگ، باشگاه فوتبال متس، باشگاه فوتبال نیم المپیک، باشگاه فوتبال تروا، باشگاه فوتبال هیبرنین، باشگاه فوتبال نیس، و باشگاه فوتبال سدان اشاره کرد.